# Estación Nacional de Huehuetoca
Nacional de Huehuetoca fue una estación central de trenes que se encuentra en la Huehuetoca, Estado de México.

## Historia
La estación edificada sobre la línea troncal México-Laredo de Tamaulipas del Ferrocarril Nacional de México. Los trabajos de construcción de la línea se realizaron por concesión el 13 de septiembre de 1880 a la Compañía Constructora Nacional Mexicana que posteriormente se consolidó como Compañía del Camino de Fierro Nacional Mexicana. El servicio entre México y Laredo de Tamaulipas fue inaugurado en noviembre de 1888. Entre 1901 y 1903, al convertir de vía angosta a vía ancha, también se modificaron la razón social y la ruta original México, Toluca, Acámbaro, Empalme González (hoy Escobedo), llevando la línea por Cuautitlán, Teocalco y Querétaro hasta Empalme González.